# Отель «Белград»
«Оте́ль „Белгра́д“» — российско-сербский комедийный фильм режиссёра Константина Статского с Милошем Биковичем и Дианой Пожарской в главных ролях. Продолжение третьего сезона телесериала «Отель Элеон» и спин-офф первого сезона телесериала «Гранд».
Вышел в прокат в российских кинотеатрах 5 марта 2020 года. Телевизионная премьера фильма состоялась 29 августа 2020 года на телеканале «ТНТ».

## Сюжет
Павел Аркадьевич — сербский сердцеед, хозяин пятизвёздочного отеля в Белграде пускается во все тяжкие: выпивает, проводит время с девицами, зная, что такой образ жизни не делает его счастливым. Однажды из-за нелепой автомобильной аварии он случайно портит новое дорогое приобретение коллекционера-мафиози «Фонтан Дюшана». В уплату долга криминальный босс заставляет его жениться на своей дочке. Начинается подготовка к свадьбе, когда Павел неожиданно сталкивается с Дашей, его бывшей возлюбленной из Волчанска, которая прилетела в Сербию и стала жертвой преступника, ограбившего её. Павел, понимая, что до сих пор любит Дарью, решает воспользоваться шансом стать счастливым.

## В ролях
| Актёр                | Роль |
| -------------------- | --- |
| Милош Бикович        | Павел Аркадьевич хозяин отеля «Белград» в Сербии, бывший жених Ведраны, возлюбленный/муж Дарьи Канаевой            |
| Диана Пожарская      | Дарья Ивановна Канаева спортсменка, тревел-блогер, бывшая жена Петра Романова, возлюбленная/жена Павла Аркадьевича |
| Борис Дергачёв       | Иван друг Павла Аркадьевича, жених Ведраны                                                                         |
| Александра Кузёнкина | Юлия Макаровна Комиссарова лучшая подруга Дарьи Канаевой                                                           |
| Егор Корешков        | Пётр Алексеевич Романов бывший муж Дарьи Канаевой                                                                  |
| Любомир Бандович     | Душан криминальный авторитет, отец Ведраны                                                                         |
| Елизавета Орашанин   | Ведрана дочь Душана, бывшая невеста Павла Аркадьевича, невеста Ивана                                               |
| Игорь Литовкин       | Николай Иванович тренер                                                                                            |
| Миодраг Радонич      | Сречко друг Павла                                                                                                  |
| Милена Продич        | Миляна жена Сречко                                                                                                 |
| Барбара Таталович    | управляющая отелем «Белград»                                                                                       |
| Срджан Тодорович     | Милош дедушка Павла                                                                                                |
| Елисавета Саблич     | Сребренка бабушка Павла                                                                                            |

## Производство
В октябре 2018 года стало известно о создании полнометражного фильма по мотивам ситкомов «Отель Элеон» и «Гранд» — «Отель Белград», съёмки которого стартовали 5 сентября 2019 года. Съёмки проходили в Сербии (в Белграде, а также в других сербских городах и деревнях) и в Москве. В фильме детально показаны сербские достопримечательности и пейзажи.
Премьера фильма состоялась в российских кинотеатрах 5 марта 2020 года. Фильм вышел в лидеры кинопроката по итогам уже первого праздничного уик-энда.

## Рецензии
- Рецензия на фильм «Отель „Белград“»: Моя большая сербская свадьба // Intermedia, 4 марта 2020
- Бремя Балкан // Российская газета, 6 марта 2020
- Нечаянная радость // Литературная газета, 18 марта 2020